# Yasmin Le Bon
Pour les articles homonymes, voir Parvaneh et Le Bon.
Yasmin Le Bon, née Yasmin Parvaneh le 29 octobre 1964 à Oxford est un ancien mannequin anglais et iranien. Son père est iranien et sa mère est anglaise. Elle connait la célébrité lors des années 1980 dans le mouvement lié aux supermodels.

## Biographie
Yasmin se rend dans l'agence de mannequins locale Models 1 en 1981 alors qu'elle travaille à temps partiel dans une boutique.
En 1984, Simon Le Bon le chanteur du groupe Duran Duran, qui a découvert Yasmin dans un book d'un ami photographe, lui téléphone. Elle répond qu'elle « préférai[t] Rod Stewart » et raccroche. Il insiste, ils se rencontrent et « ça a été le coup de foudre. » Quelques mois plus tard, le couple se marie en décembre 1985.

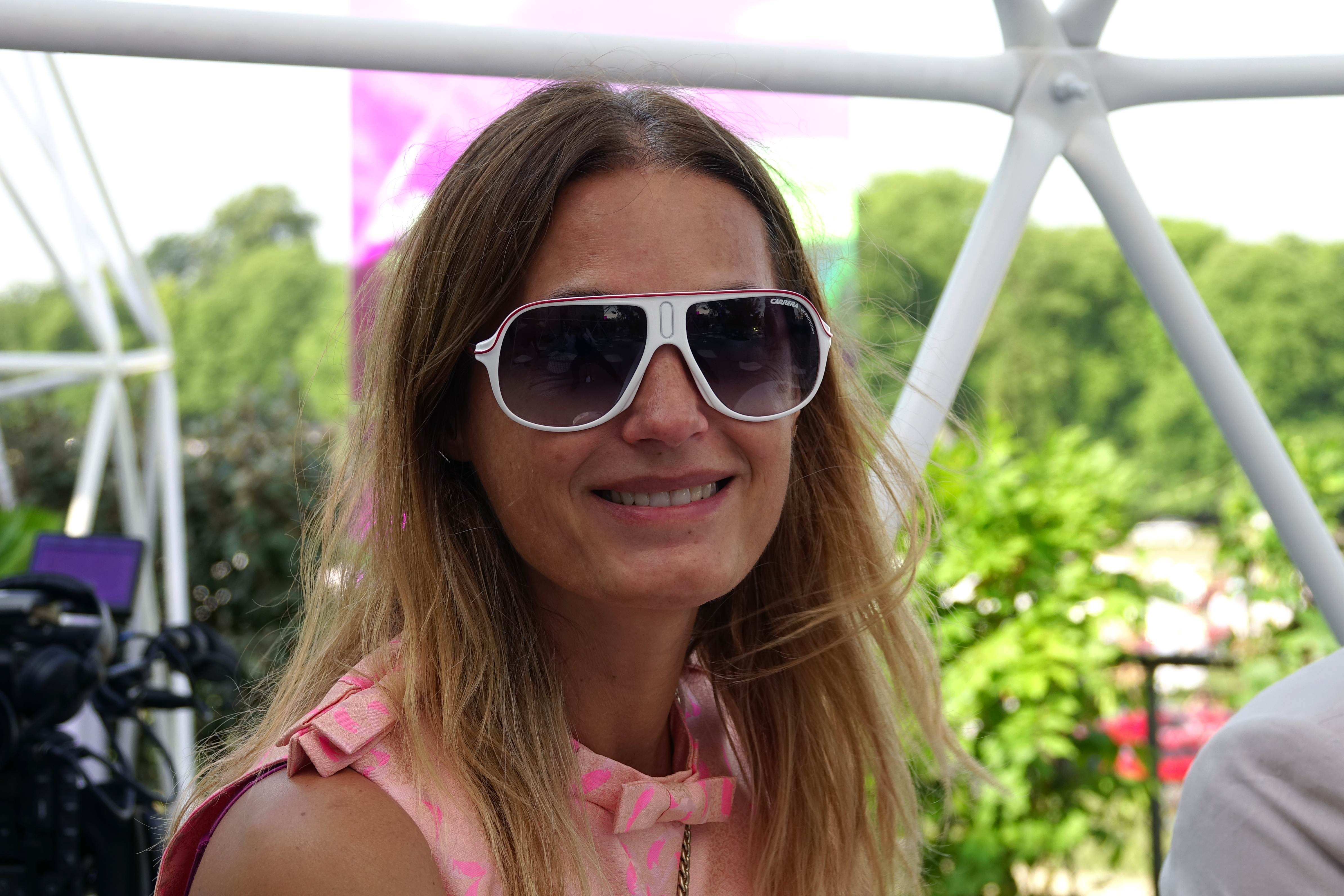
Yasmin Le Bon au Chantilly Arts & Elegance Richard Mille 2019

En 1986, Yasmin Le Bon subit une fausse couche. Peu de temps après, elle retourne travailler et en 1987 elle est embauchée par le groupe Guess pour une campagne publicitaire. Elle apparaît aussi sur plusieurs couvertures américaines et britanniques du magazine Elle. Elle fait également la couverture de Vogue, de Cosmopolitan, de Marie Claire ou de Harper's Bazaar,.
En 1989, Yasmin Le Bon donne naissance à une fille prénommée Amber. Elle est de retour sur les podiums à partir de septembre 1991.
En 1993, elle participe au tournage du clip Who is it, aux côtés de Michael Jackson.
En 1994, Yasmin Le Bon a une deuxième fille, puis une troisième en 2001. Au printemps 2001, Yasmin représente la marque Marks & Spencer.
Yasmin Le Bon a travaillé comme mannequin pour Ann Taylor (en), Banana Republic, Bergdorf Goodman, Biotherm, Bloomingdale's, Bonwit Teller, Calvin Klein, Versace, Shiatzy Chen, Chanel, Dior, Clairol, Escada, Filene, Frasercard, Avon ou Gianfranco Ferré,.
Le 30 juin 2019, Yasmin est membre du jury au concours d'élégance de Chantilly.
Elle est l'une des personnalités à participer au dernier défilé de Jean-Paul Gaultier en janvier 2020 telles Coco Rocha, Amanda Lear, Mylène Farmer, Rossy de Palma, Dita von Teese et Estelle Lefébure,.